# Pat Crerand
Patrick Timothy « Paddy » Crerand est un ancien footballeur né le 19 février 1939 à Glasgow, Écosse. Il était un brillant milieu de terrain durant les années 1960-1970. Il fait partie du Scottish Football Hall of Fame, depuis 2011, lors de la huitième session d'intronisation.

## Carrière
Il fait ses débuts en 1956 au Celtic FC et y jouera 120 matchs avant d'être transféré à Manchester United en février 1963 pour 56 000 £. Il fera ses débuts pour Manchester United le 23 février 1962 contre Blackpool. Il était un milieu défensif intransigeant et était un excellent passeur. Pat était un des murs de Manchester United durant les années 1960. Il remporta le Championnat d'Angleterre de football en 1965 et en 1967 et aida grandement l'équipe à gagner sa première coupe d'Europe en 1968. Il prit sa retraite en 1972 après 397 matchs et 15 buts inscrits.

## Retraite
Il a entrainé un court moment l'équipe de Northampton Town. Mais pas convaincant, il finira pas travailler dans une radio locale de Manchester et commentera les matchs de Manchester United durant les années 1980-1990. Il soutiendra énormément Éric Cantona après sa célèbre altercation avec un supporter de Crystal Palace. Il devint l'un des portes-paroles de Manchester United. Il est aujourd'hui un consultant sur la chaîne privée de Manchester United : MUTV.